# Саз (село)
Саз (каз. Саз) — село в Каркаралинском районе Карагандинской области Казахстана. Входит в состав Кайнарбулакского сельского округа. Код КАТО — 354861400.

## Население
В 1999 году население села составляло 257 человек (127 мужчин и 130 женщин). По данным переписи 2009 года, в селе проживало 158 человек (79 мужчин и 79 женщин).